# Льюїс Клербурт
Льюїс Клербурт (англ. Lewis Clareburt, 4 липня 1999) — новозеландський плавець.
Учасник Олімпійських Ігор 2020 року.
Призер Чемпіонату світу з водних видів спорту 2019 року.
Призер Ігор Співдружності 2018 року.